# Mars frito

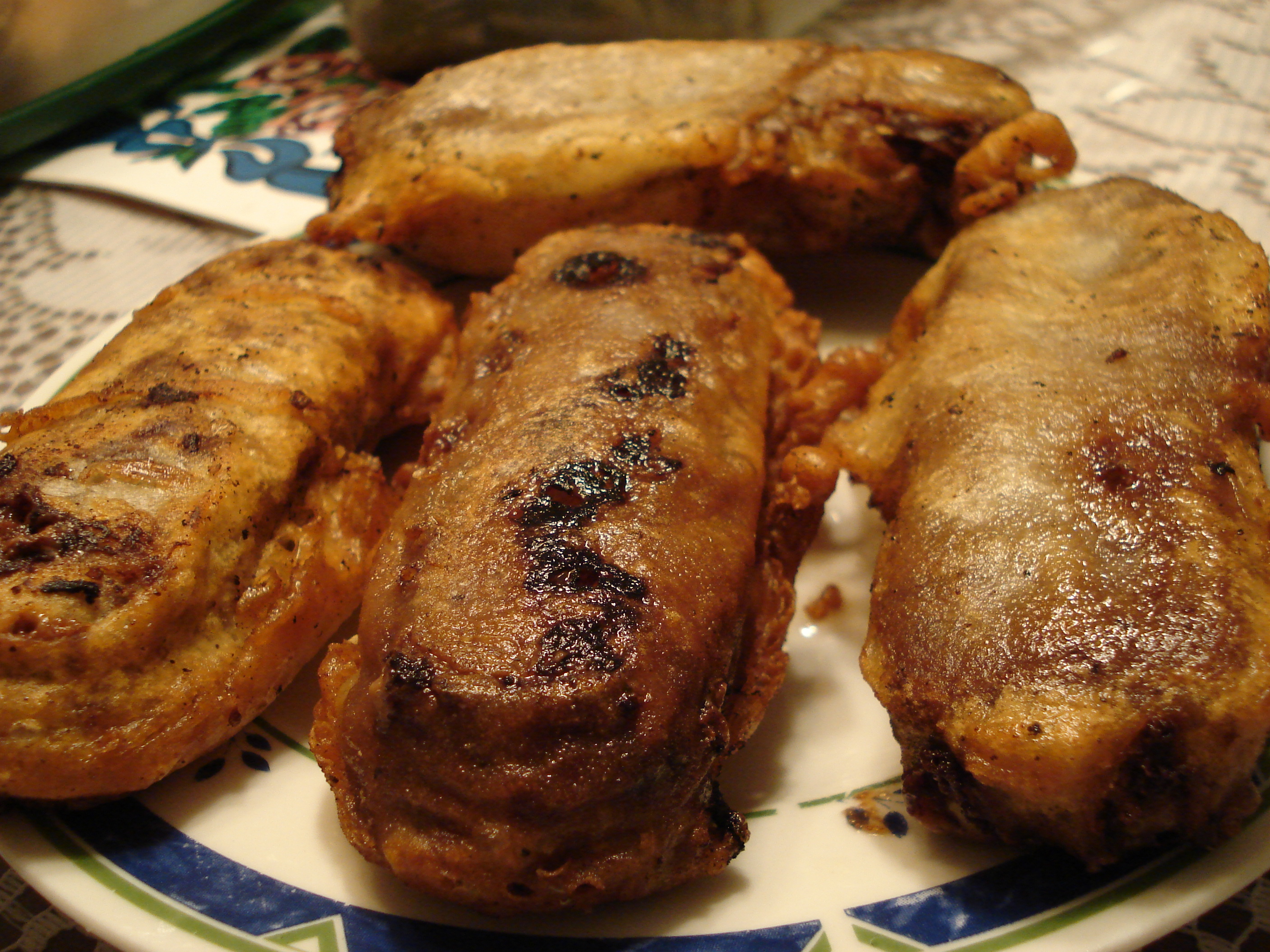
Barritas Mars fritas caseras.

Un Mars frito es una barrita de chocolate Mars frita en un tipo de rebozado habitualmente empleado para pescados, salchichas y otros productos parecidos, aunque también puede usarse un rebozado de coco. El Mars suele enfriarse antes de rebozarlo para evitar que se funda en el aceite, aunque esto puede provocar que se rompa al calentarse.
El plato surgió en las chip shops de Escocia pero nunca tuvo excesiva popularidad. Desde que varios medios informaron sobre la costumbre desde mediados de los años 1990, en parte como comentario irónico sobre la notoriamente insalubre dieta urbana escocesa, la popularidad del plato ha aumentado.

## Historia
Se dice que fue inventado en el Haven Chip Bar de Stonehaven, cerca de Aberdeen, en la costa noreste de Escocia, en 1995. La primera mención escrita sobre la receta fue en el Daily Record, el 24 de agosto de 1995, en un artículo titulado Mars supper, please (‘Mars para cenar, por favor’).